# Leopoldo Sabbatini
Leopoldo Sabbatini (Camerino, 14 luglio 1861 – Milano, 1914) è stato un avvocato italiano, ricordato per essere stato rettore e presidente dell'Università Bocconi.

## Biografia
Laureato in Giurisprudenza all'Università di Pisa, nel 1885 divenne vicesegretario della Camera di commercio di Milano e tre anni dopo segretario generale.
Ebbe un ruolo importante nella creazione della federazione di tutte le camere di commercio d'Italia, Unioncamere, il 7 giugno 1901, dove fu il primo segretario generale, e poi svolse il ruolo di vicepresidente fino al 1912, quando si dimise per dedicarsi a tempo pieno all'Università.
Chiamato dal fondatore Ferdinando Bocconi, Leopoldo Sabbatini fu autore del programma formativo, primo rettore e presidente dell'Ateneo (1902-1914) e alla morte di Bocconi nel 1912, anche gestore di fatto dell'università.